# 気まぐれ美術館
『気まぐれ美術館』（きまぐれびじゅつかん）は、美術評論家で小説家でもあった洲之内徹が、新潮社の月刊誌「藝術新潮」に長期連載した美術エッセイ。単行本5冊が出版されている。

## 作品誕生の経緯とその概要
洲之内徹は、東京美術学校建築科に在学中に、プロレタリア運動に参加したため、検挙され収監されたが、転向し釈放。第2次世界大戦勃発後は中国大陸に渡り、諜報活動に従事していた。1946年（昭和21年）の復員引揚後は、古本店を営みながら小説を書きはじめ、1958年（昭和33年）に、友人の小説家、田村泰次郎の経営する画廊「現代画廊」に入社。支配人として働きながら小説を執筆。芥川賞に何度か推されたが受賞には至らなかった。1960年（昭和35年）9月、田村が画廊経営から手を引いたのを機に、洲之内が経営を引き継ぎ小説家として作品を発表しながら画廊経営を続けた。
1973年（昭和48年）に、美術に関する初めての書き下ろしエッセイ集『絵のなかの散歩』を上梓、翌1974年から月刊誌「藝術新潮」にエッセイを連載することになった。連載にあたって、洲之内はメイン・タイトルをどうするかいろいろ悩み、『絵で考える』、『本日休館』、『絵のない美術館』、『画廊の灰皿』、『芸林彷徨』、『芸林無宿』などの候補が挙がったが、結局『気まぐれ美術館』に決定し、同年の新年号から連載を開始した。自身が収集した美術品にまつわる話題を中心にしたこのエッセイは好評で、洲之内は執筆の軸足を小説からエッセイに移し、以後は画商とエッセイストとして活動した。連載は、洲之内が急逝する1987年（昭和62年）秋まで通算165回を数えた。

## 出版形式
『気まぐれ美術館』の連載全165回分は、1974年の連載開始後、新潮社で順次単行本化し、『気まぐれ美術館』（1978年）、『帰りたい風景』（1980年）、『セザンヌの塗り残し』（1983年）、『人魚を見た人』（1985年）、『さらば気まぐれ美術館』（1988年）の5冊が刊行している。
また連載開始の前年に刊行した美術随想集『絵のなかの散歩』は、今日では『気まぐれ美術館』と同列の作品と見なされ、同じ装丁で文庫化もされた。
なお紹介記事『芸術新潮 特集―洲之内徹 絵のある一生』（1994年11月号）を改訂、図版本『洲之内徹　絵のある一生』新潮社〈とんぼの本〉が刊行されている（2007年10月）。

## 作品タイトル
単行本ごとに個々の記事を記載。配列番号は誌上発表順で、表記は原本に拠る。

### 気まぐれ美術館
- 1.横雲橋の上の雲
- 2.エノケンさんにあげようと思った絵
- 3.雪の降る町
- 4.四畳半のみ仏たち
- 5.井上肇氏の「軍服」で考える
- 6.吉岡憲「笛吹き」の顛末
- 7.正体不明
- 8.まぼろしの名作二件
- 9.土井虎賀壽－素描と放浪と狂気と
- 10.杉本鷹の日記帖から
- 11.山荘記
- 12.続 山荘記
- 13.続 続 山荘記
- 14.絵を洗う
- 15.靉光の死を見届けた人
- 16.短い鉛筆
- 17.小田原と真鶴の間
- 18.ある青春伝説
- 19.蛇と鳩
- 20.大江山遠望
- 21.松本竣介の風景（一）
- 22.松本竣介の風景（二）
- 23.松本竣介の風景（三）
- 24.松本竣介の風景（四）
- 25.京都
- 26.美しきもの見し人は
- 27.コモちゃんの食卓
- 28.桜について
- 29.深川東大工町
- 30.続 深川東大工町
- 31.小野幸吉と高間筆子
- 32.もうひとりの鮭の画家
- 33.くるきち物語
- あとがき、ということではなく

### 帰りたい風景
- 34.三浦さんと小野クン
- 35.帰りたい風景
- 36.オートバイに乗った画家
- 37.山路越えて
- 38.鶴のいる診察室
- 39.三年目の車
- 40.脱線の画家
- 41.同行二人
- 42.海辺の墓
- 43.続 海辺の墓
- 44.凝視と放心
- 45.明治座あたり
- 46.草上の空腹
- 47.眼と耳と
- 48.千六百万分の一
- 49.貧乏眼鏡
- 50.悪について
- 51.ゴルキという魚
- 52.大正幻想
- 53.続けて柳瀬正夢のこと
- 54.中野坂上のこおろぎ
- 55.銃について
- 56.うずくまる
- 57.一枚の絵
- 58.共通入浴券
- 59.オールド パア
- 60.手のことと下駄のことと詩のこと
- 61.チンピラの思想
- 62.羊について
- 63.自転車について
- 64.墓を見に行く
- 65.虫のいろいろ
- 66.青い、小さな、スーッとするような絵
- 再びあとがきということではなく

### セザンヌの塗り残し
- 67.江戸京子さんに訊きたかったこと
- 68.風が見える
- 69.いっぽんのあきビンの
- 70.山下町百番
- 71.めいめいの椅子
- 72.前線停滞
- 73.セザンヌの塗り残し
- 74.失われた手紙
- 75.雪やこんこ
- 76.佐渡
- 77.佐渡の忘れもの
- 78.無学のすすめ
- 79.禁煙記
- 80.栗ノ木川に風船が浮んだ
- 81.フィレンツェの石
- 82.手甲をする裸婦
- 83.絵紙と呼ばれた絵
- 84.盗まれた独裁者
- 85.尼崎
- 86.甘酒横町の夕日
- 87.ついで涙
- 88.スノウィッチ・トオルスキー氏の憂愁
- 89.迂曲限りなく
- 90.齧られた電柱
- 91.おいらん丸追跡
- 92.続 おいらん丸追跡
- 93.「続 おいらん丸追跡」の続
- 94.村山槐多ノート（一）
- 95.村山槐多ノート（二）
- 96.猫は昨日の猫ならず
- 97.湯布院秋景
- 98.如是而生如是死
- 99.眼の中の河
- 100.洲之内徹の心情美術史（連載百回記念特別寄稿）
  - 油絵で描く日本的心情
  - 藤田嗣治の魅力について
  - 通説は信用できない
  - 萬鉄五郎の日本回帰
  - 大正期の画家の青春
  - 上野山清貢演歌論
  - 現代エキゾティシズム考
- 満願寺のこたつ（あとがきに代えて）

### 人魚を見た人
- 101.シテ・ファルギェールのアトリエ
- 102.蓮根とルーベンス
- 103.ひたひたの水
- 104.月ヶ丘軍人墓地（一）
- 105.月ヶ丘軍人墓地（二）
- 106.八月の街のまぼろし
- 107.人魚を見た人
- 108.今年の秋
- 109.ピンク色の月
- 110.下を向いて歩こう
- 111.耳の鳴る音
- 112.想像力について
- 113.その日は四月六日だった
- 114.風の便り
- 115.どうしようもない
- 116.夏の花
- 117.男が階段を下るとき
- 118.電話の混線について
- 119.万華鏡
- 120.おそろしい散歩
- 121.ゆめまぼろしのごとくなり
- 122.正平さんの犬
- 123.ジガ・ヴェルトフという名前
- 124.足を濡らす
- 125.今年の桜
- 126.東京地方に四ミリの雨
- 127.夜の暗さ
- 128.荒天出航
- 129.朱色幻想
- 130.高松二日
- 131.秋田義一ともう一人
- 132.薔薇の手紙
- 133.それにしてもおかしなことが
- あとがき

### さらば気まぐれ美術館
- 134.トドを殺すな
- 135.マドリードからの手紙
- 136.タンギー爺さんの朝顔
- 137.続 タンギー爺さんの朝顔
- 138.一九八五年五月十五日
- 139.朝顔は悲しからずや
- 140.女のいない部屋
- 141.帰ってきた郵便屋
- 142.幸福を描いた絵
- 143.ゴッホの寝室の二つの枕
- 144.モダン・ジャズと犬
- 145.守りは固し神山隊
- 146.絵が聞こえる
- 147.予告編・軍艦島
- 148.第三者
- 149.みんな行ってしまった
- 150.原さんも行ってしまった
- 151.男は一代
- 152.「男は一代」補遺
- 153.限定放浪
- 154.大きな手
- 155.なんべん話を聞いてもおんなじや
- 156.糸杉、オリーヴ、そして海
- 157.倍賞千恵子だいすき
- 158.暮れの雪
- 159.雪の降り方
- 160.京の夢 大阪の夢
- 161.＜ほっかほっか弁当＞ 他
- 162.星の降る里
- 163.誤植の効用
- 164.夏も逝く
- 165.一之江・申孝園

## 刊行書誌
- 『絵のなかの散歩』新潮社、1973年 - 38篇を収録
- 『気まぐれ美術館』新潮社、1978年
- 『帰りたい風景』新潮社、1980年
- 『セザンヌの塗り残し』新潮社、1983年
- 『人魚を見た人』新潮社、1985年
- 『さらば気まぐれ美術館』新潮社、1988年。以上は単行初版
※2007年10月に、著者没後20年で復刊（6冊組）出版。
- 『気まぐれ美術館』新潮文庫、1996年
- 『絵のなかの散歩』新潮文庫、1998年
- 『帰りたい風景　気まぐれ美術館』新潮文庫、1999年